# Ofunato
Ōfunato (Japans: 大船渡市, Ōfunato-shi) is een havenstad aan de Grote Oceaan in de prefectuur Iwate in het noorden van Honshu, Japan. De stad heeft een oppervlakte van 323,25 km² en begin 2008 ruim 42.000 inwoners. Niet ver voor de kust bij Ōfunato ligt een onderzeese vulkaan waardoor de stad regelmatig last heeft van aardbevingen van diverse sterktes.

## Geschiedenis
Ōfunato werd op 1 april 1952 een stad (shi) door samenvoeging van de gemeente Ōfunato met een andere gemeente en vijf dorpen.
Eind mei 1960 was Ōfunato wereldnieuws toen het werd getroffen door een tsunami die zijn oorsprong vond in een aardbeving in Chili op 22 mei 1960 met een kracht van 9,5 op de schaal van Richter (de sterkste aardbeving ooit geregistreerd). De tsunami die volgde op de Zeebeving bij Sendai in 2011 trof de stad zwaar. Meer dan 300 huizen werden verwoest.

## Stedenband
Ōfunato heeft een stedenband met
- Palos de la Frontera, Spanje sind 12 augustus 1992.

## Verkeer
Ōfunato ligt aan de Ōfunato-lijn van de East Japan Railway Company, aan de Minamiriasu-lijn van de Sanriku Railway Company en aan de Hiniroichi-lijn van de Iwate Development Railway Co.
Ōfunato ligt aan Sanriku-Jukan-autosnelweg en aan de autowegen 45, 107 en 397.

## Aangrenzende steden
- Kamaishi
- Rikuzentakata